# اکسکیپ
اکسکیپ (به انگلیسی: Xscape) دومین آلبوم گردآوری‌شده از ترانه‌های منتشر نشدهٔ مایکل جکسون است که ۹ مه ۲۰۱۴ توسط اپیک رکوردز و ام‌جی‌جی میوزیک منتشر شد. این دومین آلبومی است که با همکاری سونی میوزیک انترتینمنت از بعد از مرگ جکسون در سال ۲۰۰۹ تا کنون منتشر شده‌است. ال. ای. رید، رئیس اپیک رکوردز، تهیه‌کنندهٔ اجرایی آلبوم است و تیمبلند رهبری تیمی از تهیه‌کنندگان را برای تنظیم و به روز کردن ۸ ترانهٔ آلبوم به عهده داشته‌است. استارگیت، رادنی جرکینز، جروم هارمون و جان مک‌کلین دیگر تهیه‌کنندگان این آلبوم هستند.
موبایل سونی برای تبلیغ اکسپریا زد۲ از ترانهٔ اسیر ریتم استفاده کرده‌است. در مراسمی انحصاری، ترانه‌های آلبوم برای گروهی از منتقدان پخش شد و اکسکیپ با توجه به کیفیت ضبط و امکان خدشه‌دار کردن میراث جکسون با نقدهای مثبت و منفی روبرو شد.
نسخهٔ استاندارد اکسکیپ شامل ۸ ترانهٔ به صورت به‌روزشده‌است اما نسخهٔ دلوکس آن شامل همهٔ ترانه‌ها هم به شکل به‌روزشده و هم به صورت اصلی، نسخهٔ دیگری از ترانهٔ عشق هیچ‌گاه حس خیلی خوبی نداشت و دو ویدئو نیز هست.
تک‌آهنگ عشق هیچ‌گاه حس خیلی خوبی نداشت اولین تک‌آهنگ آلبوم است که ۲ مه ۲۰۱۴ منتشر شد. به دنبال موفقیت عشق هیچ‌گاه حس خیلی خوبی نداشت و قرار گرفتن آن در فهرست ۱۰ آهنگ برتر در بیلبورد ۱۰۰ آهنگ برتر، جکسون اولین خواننده‌ای است که در ۵ دهه، تک‌آهنگ‌هایش جزو ۱۰ آهنگ برتر بیلبورد بوده‌است. اسیر ریتم که آهنگ شماره ۴۵ در بیلبورد ۱۰۰ آهنگ برتر شد، پنجاهمین آهنگ جکسون است که در بیلبورد ۱۰۰ آهنگ برتر قرار گرفته‌است. تک‌آهنگ دیگر آلبوم هم مکانی بدون نام است که ۱۲ اوت ۲۰۱۴ منتشر شد.

## عملکرد تجاری
اکسکیپ دهمین آلبوم شماره یک جکسون در بریتانیا شد پس از آن که با 47764 فروش در هفته اول در صدر جدول آلبوم های بریتانیاقرار گرفت. در حال حاضر، فروش این آلبوم در بریتانیا 135500 نسخه است و توسط صنعت فونوگرافی بریتانیا گواهی طلا دریافت کرده است. این آلبوم همچنین در بلژیک، دانمارک، فرانسه و اسپانیا در رتبه اول قرار گرفت.این اولین بار در رتبه دوم جدول بیلبورد ایالات متحده با فروش 157000 نسخه در هفته اول در ایالات متحده قرار گرفت. این آلبوم در هفته دوم فروش خود، 67000 نسخه بیشتر فروخت. در هفته سوم، 35000 نسخه فروخت و مجموع فروش آن به 259000 نسخه رسید. در هفته چهارم، کمی بیش از 25000 نسخه فروخت،  و در هفته پنجم کمی کمتر از 25000 نسخه فروخت.در کانادا، آلبوم در رتبه سوم جدول آلبوم های کانادا قرار گرفت و 12000 نسخه فروخت.
در 18 سپتامبر 2014 این آلبوم در ایالات متحده گواهی طلا گرفت و تا آن تاریخ (پنج هفته پس از انتشار)  500000 نسخه فروخت.

## تاریخچه
آلبوم اکسکیپ شامل آهنگ‌هایی است که در طول ۳ دهه از فعالیت‌های حرفه‌ای جکسون نوشته و ضبط شده‌اند.
عشق هیچ‌گاه حس خیلی خوبی نداشت در سال ۱۹۸۳ توسط جکسون و با همکاری پل آنکا نوشته و ضبط شد.
شیکاگو در سال ۱۹۹۹ برای آلبوم شکست‌ناپذیر ضبط شده بود. نام این آهنگ در ابتدا او عاشقم بود نام داشت.
دوست داشتن تو در سال ۱۹۸۷ و در زمان آلبوم بد ضبط شده بود.
مکانی بدون نام در سال ۱۹۹۸ نوشته و ضبط شده بود و شبیه آهنگ اسبی بدون نام، نوشتهٔ دوی بانل اثر گروه فولک راک آمریکا است. وقتی ۱۶ ژوئیهٔ ۲۰۰۹، ۲۴ ثانیه از این آهنگ منتشر شد، جیم موری مدیر برنامهٔ جکسون و مدیر برنامهٔ سابق گروه آمریکا بیان کرد که «گروه آمریکا افتخار می‌کند که مایکل آهنگ آن‌ها را برای کارش انتخاب کرده‌است و آن‌ها امیدوار هستند که این آهنگ در دسترس همهٔ طرفداران مایکل قرار بگیرد».
اسیر ریتم برای اولین بار در زمان آلبوم بد ضبط شد. بار دوم در زمان آلبوم  خطرناک و بعد در سال ۱۹۹۸ برای آخرین بار ضبط شد.
می‌دانی بچه‌هایت کجا هستند در سال ۱۹۹۱ برای آلبوم خطرناک نوشته و ضبط شده بود.
گانگستر غمگین در سال ۱۹۹۸ برای آلبوم شکست‌ناپذیر نوشته و ضبط شده بود.
اکسکیپ برای اولین بار سال ۱۹۹۹ برای آلبوم شکست‌ناپذیر و برای بار آخر در سال ۲۰۰۳ ضبط شده بود.
ال. ای. رید بیان کرده‌است که با احترام به میراث مایکل جکسون، نام آلبوم را اکسکیپ انتخاب کردند: «نام این آلبوم ادای احترامی به طرز نام‌گذاری مایکل است. او همیشه ترانه‌ای را از آلبوم برای نامگذاری پروژه انتخاب می‌کرد که مثل تریلر فقط یک کلمه و قابل توجه باشد. در مورد این پروژه هم همین طور است.»

## نقد و بررسی
| بررسی جمعی          | بررسی جمعی |
| منبع                | رتبه‌بندی   |
| ------------------- | ---------- |
| متاکریتیک           | ۶۶/۱۰۰     |
| بررسی انتقادی       |            |
| منبع                | رتبه‌بندی   |
| AllMusic            | [ ۸ ]      |
| کانسکوئنس آو ساند   | C          |
| گاردین              | [ ۱۰ ]     |
| لس‌آنجلس تایمز       | [ ۱۱ ]     |
| رولینگ استون        | [ ۱۲ ]     |
| مجله اسلنت          | [ ۱۳ ]     |
| سیدنی مورنینگ هرالد | [ ۱۴ ]     |
| ایندیپندنت          | [ ۱۵ ]     |
| بیلبورد             | ۹۰/۱۰۰     |
| انترتینمنت ویکلی    | B          |

متاکریتیک در بررسی رضایت کلی به اکسکیپ نمره ۶۶ از ۱۰۰ داده‌است. پیش از انتشار آلبوم، در مراسمی انحصاری در نیویورک، ترانه‌های آلبوم برای گروهی از منتقدان پخش شد و اکسکیپ با توجه به کیفیت ضبط و امکان خدشه‌دار کردن میراث جکسون با نقدهای مثبت و منفی روبرو شد. برنادت مک نالتی از دیلی تلگراف، آلبوم را تحسین کرد و آن را «طبیعی» و «وجود مرکزی صدای جکسون در میکس» توصیف کرد. مایکل کرگ از گاردین بیان کرد که اکسکیپ «آلبومی است که نشان دهنده تعدادی از آهنگ‌های جکسون است که شایسته شنیده شدن هستند». ریچارد ساچت از اسکای نیوز گفته‌است که آلبوم «بیشتر شبیه ریمیکس‌های امروزی است». نیک استیونسون از میکس‌مگ معتقد است که این آلبوم «بیشتر شبیه پشت صفحه (B-Side) غیر معمول است تا آلبومی که بعد از شکست ناپذیر آمده‌است». مایکل آرسیناکس از ابونی گفته‌است که «این پروژه مثل دستورالعملی برای خدشه‌دار کردن میراث جکسون است». الیسا گاردنر از یواس‌ای تودی بیان کرده‌است که تهیه‌کنندگان آلبوم «اطمینان داده‌اند که توانایی‌های ماندگار جکسون به عنوان یک خواننده نشان داده شده است، بدون اینکه صداهای ظریف و مرتعشی که واضح هستند یا ساختار کلی صدا پوشانده شوند، در بافت موسیقی الکترونیک مدرن لایه بندی شده‌اند». بعضی از منتقدان معتقدند که این آلبوم فقط راهی برای تبلیغ تلفن‌های همراه هوشمند سونی است. نکیسا مامبی مودی که برای یاهو می‌نویسد، گفته‌است که بیشتر آهنگ‌های آلبوم حسی قدیمی دارند و «منتشر کردن موسیقی که پایین‌تر از استانداردهای جکسون است، کاتالوگی را که جکسون با دقت ساخته است و دهه‌ها برای ساخت و حفاظت از آن وقت گذاشته است را کم ارزش می‌کند».

## فهرست ترانه‌ها
نسخهٔ استاندارد اکسکیپ شامل ۸ ترانهٔ به صورت به‌روزشده‌است اما نسخهٔ دلوکس آن شامل همهٔ ترانه‌ها هم به شکل به‌روزشده و هم به صورت اصلی، نسخهٔ دیگری از ترانهٔ عشق هیچ‌گاه حس خیلی خوبی نداشت و دو ویدئو نیز هست.
| نسخهٔ استاندارد اکسکیپ | نسخهٔ استاندارد اکسکیپ           | نسخهٔ استاندارد اکسکیپ                               | نسخهٔ استاندارد اکسکیپ                                                 | نسخهٔ استاندارد اکسکیپ |
| شماره                 | نام                             | نویسنده(ها)                                         | تهیه‌کننده(ها)                                                         | مدت                   |
| --------------------- | ------------------------------- | --------------------------------------------------- | --------------------------------------------------------------------- | --------------------- |
| ۱.                    | «عشق هیچ‌گاه حس خیلی خوبی نداشت» | مایکل جکسون • پل آنکا                               | جکسون • جان مک‌کلین • جورجیو تونفورت • آنکا                            | ۳:۵۴                  |
| ۲.                    | «شیکاگو»                        | کوری رونی                                           | جکسون • تیمبلند • جروم هارمون • رونی                                  | ۴:۰۵                  |
| ۳.                    | «دوست داشتن تو»                 | جکسون                                               | جکسون • تیمبلند • هارمون                                              | ۳:۱۵                  |
| ۴.                    | «مکانی بدون نام»                | جکسون • دوی بانل • دکتر فریز                        | جکسون • دکتر. فریز • استارگیت                                         | ۵:۳۵                  |
| ۵.                    | «اسیر ریتم»                     | ال.ای رید • بیبی‌فیس • دریل سیمونز • کوین رابرسون    | تیمبلند • هارمون • رید • بیبی‌فیس                                      | ۴:۱۵                  |
| ۶.                    | «می‌دانی بچه‌هایت کجا هستند»      | جکسون                                               | جکسون • تیمبلند • هارمون                                              | ۴:۳۶                  |
| ۷.                    | «گانگستر غمگین»                 | جکسون • دکتر. فریز                                  | کینگ سالمون لوگان • دنیل جونز • تیمبلند • هارمون • جکسون • دکتر. فریز | ۴:۱۴                  |
| ۸.                    | «اکسکیپ»                        | جکسون • رادنی جرکینز • فرد جرکینز سوم • لاشان دنیلز | جکسون • رادنی جرکینز                                                  | ۴:۰۴                  |
| مجموع مدت:            | مجموع مدت:                      | مجموع مدت:                                          | مجموع مدت:                                                            | ۳۴:۲۵                 |

| ترانه‌های اضافی نسخهٔ دلوکس اکسکیپ | ترانه‌های اضافی نسخهٔ دلوکس اکسکیپ                           | ترانه‌های اضافی نسخهٔ دلوکس اکسکیپ              | ترانه‌های اضافی نسخهٔ دلوکس اکسکیپ | ترانه‌های اضافی نسخهٔ دلوکس اکسکیپ |
| شماره                            | نام                                                        | نویسنده(ها)                                   | تهیه‌کننده(ها)                    | مدت                              |
| -------------------------------- | ---------------------------------------------------------- | --------------------------------------------- | -------------------------------- | -------------------------------- |
| ۹.                               | «عشق هیچ‌گاه حس خیلی خوبی نداشت» (نسخهٔ اصلی)                | جکسون • آنکا                                  | جکسون • آنکا                     | ۳:۱۹                             |
| ۱۰.                              | «شیکاگو» (نسخهٔ اصلی)                                       | رونی                                          | جکسون • رونی                     | ۴:۴۳                             |
| ۱۱.                              | «دوست داشتن تو» (نسخهٔ اصلی)                                | جکسون                                         | جکسون                            | ۳:۰۲                             |
| ۱۲.                              | «مکانی بدون نام» (نسخهٔ اصلی)                               | جکسون • بانل • دکتر فریز                      | جکسون • دکتر. فریز               | ۴:۵۵                             |
| ۱۳.                              | «اسیر ریتم» (نسخهٔ اصلی)                                    | رید • بیبی‌فیس • سیمونز • رابرسون              | رید • بیبی‌فیس                    | ۴:۳۵                             |
| ۱۴.                              | «می‌دانی بچه‌هایت کجا هستند» (نسخهٔ اصلی)                     | جکسون                                         | جکسون                            | ۴:۳۹                             |
| ۱۵.                              | «گانگستر غمگین» (نسخهٔ اصلی)                                | جکسون • دکتر. فریز                            | جکسون • دکتر. فریز               | ۴:۱۶                             |
| ۱۶.                              | «اکسکیپ» (نسخهٔ اصلی)                                       | جکسون • رادنی جرکینز • فرد جرکینز سوم • دنیلز | جکسون • رادنی جرکینز             | ۵:۴۴                             |
| ۱۷.                              | «عشق هیچ‌گاه حس خیلی خوبی نداشت» (به همراه جاستین تیمبرلیک) | جکسون • آنکا                                  | جکسون • تیمبلند • هارمون • آنکا  | ۴:۰۵                             |
| مجموع مدت:                       | مجموع مدت:                                                 | مجموع مدت:                                    | مجموع مدت:                       | ۷۳:۴۳                            |

| ویدئوهای اضافی نسخهٔ دلوکس اکسکیپ | ویدئوهای اضافی نسخهٔ دلوکس اکسکیپ | ویدئوهای اضافی نسخهٔ دلوکس اکسکیپ |
| شماره                            | نام                              | مدت                              |
| -------------------------------- | -------------------------------- | -------------------------------- |
| ۱.                               | «مستند اکسکیپ»                   | ۲۳:۱۸                            |
| ۲.                               | «بخش‌های حذف شده مستند اکسکیپ»    | ۲:۳۹                             |
| مجموع مدت:                       | مجموع مدت:                       | ۲۵:۵۷                            |

## تاریخچه انتشار
| کشور         | تاریخ        | ناشر                | فرمت         |
| ------------ | ------------ | ------------------- | ------------ |
| آلمان        | ۹ مه ۲۰۱۴    | سونی میوزیک         | سی‌دی، دانلود |
| اسپانیا      | ۹ مه ۲۰۱۴    | سونی میوزیک         | سی‌دی، دانلود |
| فرانسه       | ۱۲ مه ۲۰۱۴   | سونی میوزیک         | سی‌دی، دانلود |
| انگلیس       | ۱۲ مه ۲۰۱۴   | اپیک رکوردز         | سی‌دی، دانلود |
| ایتالیا      | ۱۳ مه ۲۰۱۴   | سونی میوزیک         | سی‌دی، دانلود |
| کانادا       | ۱۳ مه ۲۰۱۴   | سونی میوزیک         | سی‌دی، دانلود |
| ایالات متحده | ۱۳ مه ۲۰۱۴   | اپیک رکوردز، ام‌جی‌جی | سی‌دی، دانلود |
| ژاپن         | ۲۱ مه ۲۰۱۴   | سونی میوزیک ژاپن    | سی‌دی         |
| هند          | ۲۹ مه ۲۰۱۴   | سونی میوزیک         | سی‌دی         |
| ایالات متحده | ۱۰ ژوئن ۲۰۱۴ | اپیک رکوردز، ام‌جی‌جی | آلبوم پرآهنگ |